# Campeonato Roraimense
Het Campeonato Roraimense is het voetbalkampioenschap van de Braziliaanse staat Roraima. De competitie wordt georganiseerd door de Federação Roraimense de Futebol. Hoewel er reeds sinds 1960 competities gespeeld werden ging deze competitie officieel van start in 1974 als amateurkampioenschap en in 1995 als profkampioenschap. Roraima is een van de zwakste competities en stond al vaak laatste CBF-ranking. Deze lage klassering gaf tot 2015 slechts aan één ploeg uit de staat het recht op een plek in de eerste ronde van de nationale Série D, sinds 2016 zijn er dit twee. De statelijke bond bepaalt welke ploegen dit zijn, meestal zijn dit de kampioen en vicekampioen. In 2020 steeg de competitie wel twee plaatsen. In 2021 steeg de competitie twee plaatsen op de lijst naar de 23ste plaats.
Zoals de meeste staatskampioenschappen verandert het format van de competitie jaarlijks of om de paar seizoenen. De clubs uit Boa Vista domineren de competitie.

## Nationaal niveau
Daar de competitie pas laat geprofessionaliseerd werd heeft er nooit een club uit Roraima in de Série A of de Série B, toen hier nog automatisch staatskampioenen aan mochten deelnemen. Van 1995 tot 2008, met uitzondering van seizoen 1999, speelde er wel altijd een club in de Série C. Met vijf deelnames is Baré de succesvolste club op nationaal niveau. Na de invoering van de Série D, werd het opzet van de Série C nu dat van de Série D waardoor de staat elk jaar één deelnemer mag afleveren. Geen enkele club slaagde er tot dusver in om te promoveren naar de Série C.

## Kampioenen
- 1961 - Atlético Roraima
- 1962 - Atlético Roraima
- 1963 - São Francisco
- 1964 - Baré
- 1965 - Baré
- 1966 - Baré
- 1967 - Baré
- 1968 - Náutico
- 1969 - Baré
- 1970 - Baré
- 1971 - Baré
- 1972 - Baré
- 1973 - São Francisco
- 1974 - São Francisco
- 1975 - Atlético Roraima
- 1976 - Atlético Roraima

- 1977 - São Raimundo
- 1978 - Atlético Roraima
- 1979 - River
- 1980 - Atlético Roraima
- 1981 - Atlético Roraima
- 1982 - Baré
- 1983 - Atlético Roraima
- 1984 - Baré
- 1985 - Atlético Roraima
- 1986 - Baré
- 1987 - Atlético Roraima
- 1988 - Baré
- 1989 - River
- 1990 - Atlético Roraima
- 1991 - Rio Negro
- 1992 - São Raimundo

- 1993 - Atlético Roraima
- 1994 - River
- 1995 - Atlético Roraima
- 1996 - Baré
- 1997 - Baré
- 1998 - Atlético Roraima
- 1999 - Baré
- 2000 - Rio Negro
- 2001 - Atlético Roraima
- 2002 - Atlético Roraima
- 2003 - Atlético Roraima
- 2004 - São Raimundo
- 2005 - São Raimundo
- 2006 - Baré
- 2007 - Atlético Roraima
- 2008 - Atlético Roraima

- 2009 - Atlético Roraima
- 2010 - Baré
- 2011 - Real
- 2012 - São Raimundo
- 2013 - Náutico
- 2014 - São Raimundo
- 2015 - Náutico
- 2016 - São Raimundo
- 2017 - São Raimundo
- 2018 - São Raimundo
- 2019 - São Raimundo
- 2020 - São Raimundo
- 2021 - São Raimundo
- 2022 - São Raimundo
- 2023 - São Raimundo
- 2024 - GAS

## Titels per club
| Club             | Stad              | Titels | Seizoenen |
| ---------------- | ----------------- | ------ | --- |
| Atlético Roraima | Boa Vista         | 20     | 1961, 1962, 1975, 1976, 1978, 1980, 1981, 1983, 1985, 1987, 1990, 1993, 1995, 1998, 2001, 2002, 2003, 2007, 2008, 2009 |
| Baré             | Boa Vista         | 18     | 1960, 1964, 1965, 1966, 1967, 1969, 1970, 1971, 1972, 1982, 1984, 1986, 1988, 1996, 1997, 1999, 2006, 2010             |
| São Raimundo     | Boa Vista         | 14     | 1977, 1992, 2004, 2005, 2012, 2014, 2016, 2017, 2018, 2019, 2020, 2021, 2022, 2023                                     |
| River            | Boa Vista         | 3      | 1979, 1989, 1994 |
| São Francisco    | Boa Vista         | 3      | 1963, 1973, 1974 |
| Náutico          | Caracaraí         | 3      | 1968, 2013, 2015 |
| Rio Negro        | Boa Vista         | 2      | 1991, 2000 |
| Real             | São Luiz do Anauá | 1      | 2011 |
| GAS              | Boa Vista         | 1      | 2024 |

## Eeuwige ranglijst proftijdperk
De vetgedrukte clubs spelen in 2023 in de hoogste klasse. 
| Club             | Stad      | /29 | Periode (1995-2023)                   |
| ---------------- | --------- | --- | ------------------------------------- |
| Atlético Roraima | Boa Vista | 29  | 1995-                                 |
| GAS              | Boa Vista | 26  | 1996-2015, 2017-2021, 2023-....       |
| São Raimundo     | Boa Vista | 26  | 1997-1998, 2000-                      |
| Rio Negro        | Boa Vista | 25  | 1996-2012, 2014-2015, 2018-....       |
| Baré             | Boa Vista | 24  | 1995-2008, 2010, 2013-2020, 2022-2023 |
| Náutico          | Boa Vista | 23  | 1998-2006, 2008, 2010-2019, 2021-     |
| Progresso        | Mucajaí   | 16  | 1995-2006, 2008-2009, 2018, 2023-.... |
| River            | Boa Vista | 6   | 2004-2008, 2023-....                  |
| Real             | São Luís  | 6   | 2011-2012, 2017-2018, 2022-....       |
| Monte Roraima    | Boa Vista | 1   | 2024-....                             |